# Estação Ferroviária de Tondela
Apeadeiro de Tondelinha|Estação Ferroviária de Tonda
A Estação Ferroviária de Tondela foi uma interface de caminhos de ferro da Linha do Dão, que servia a cidade de Tondela, no distrito de Viseu, em Portugal.

## História

### Construção e inauguração
Em 1 de Junho de 1890, chegou o primeiro comboio a Tondela, que tinha partido de Santa Comba Dão. A Linha do Dão foi inaugurada no dia 24 de Novembro de 1890, e entrou ao serviço no dia seguinte, pela Companhia Nacional de Caminhos de Ferro.

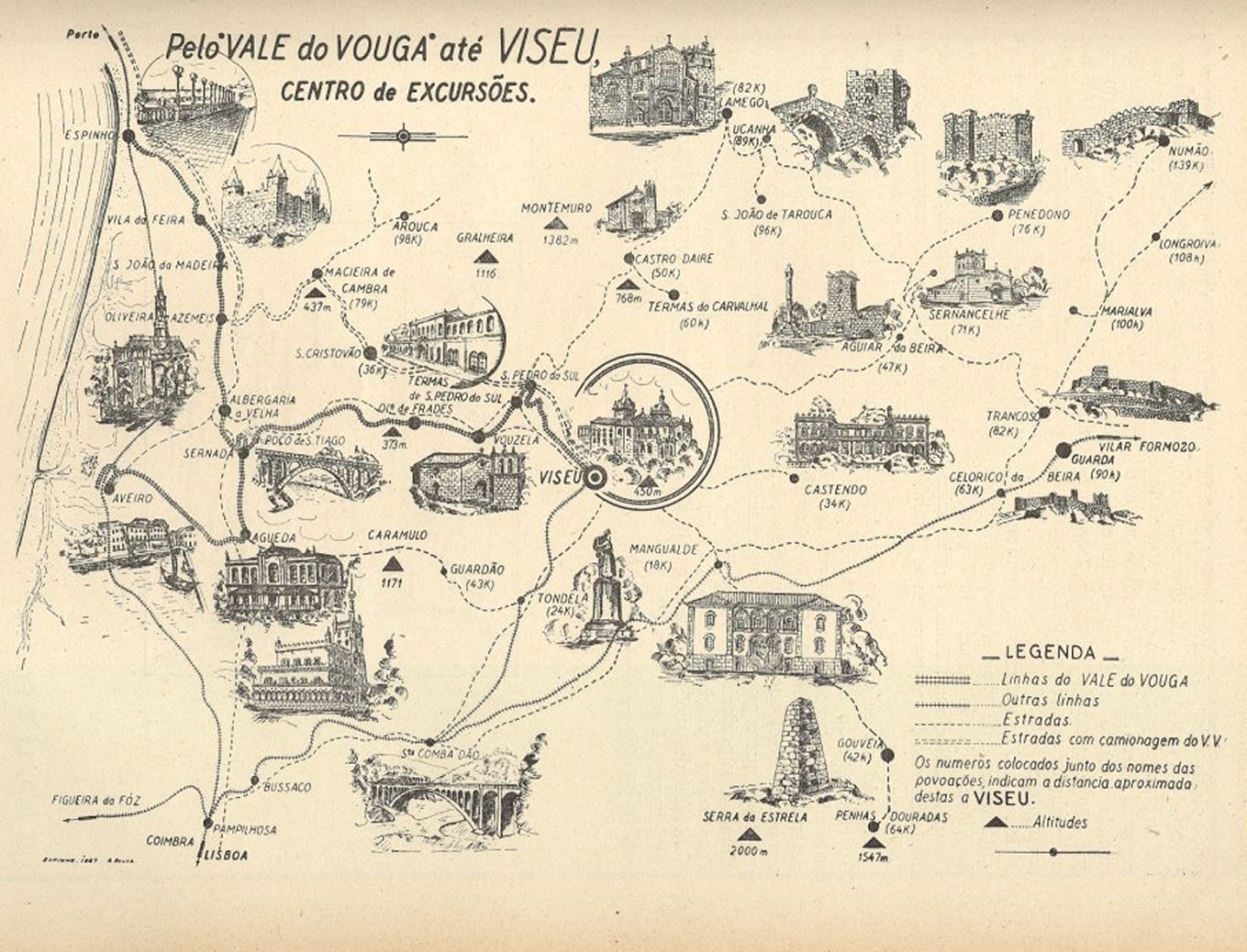
Mapa da Rede do Vouga e das linhas próximas em 1944, incluindo a estação de Tondela na linha de Viseu a S. C. Dão

### Século XX
Em 8 de Março de 1908, foi organizado um comboio especial de Santa Comba Dão até Viseu, para um comício republicano naquela cidade; quando o comboio parou em Tondela, foi recebido na gare por mais de um milhar de pessoas e pela banda filarmónica, que tocou a Marselhesa.
Em 1913, existiam serviços de diligências ligando a estação a Tondela e Campo de Besteiros.
Em 10 de Agosto de 1926, a Companhia Nacional e a Companhia do Vouga organizaram comboios rápidos de luxo entre Santa Comba Dão, onde ligavam com os rápidos da Beira Alta, e as Termas de São Pedro do Sul, passando por Tondela, Viseu e São Pedro do Sul.
Em 1933, a Companhia Nacional instalou as ligações telefónicas entre Viseu, Tondela e Santa Comba Dão, e realizou obras nesta estação, tendo modificado o primeiro piso do edifício, construído uma marquise sobre a gare de passageiros, e instalou iluminação eléctrica. Em meados de 1937, foram organizados comboios especiais entre Sernada do Vouga e Tondela, devido ao Congresso Eucarístico que se realizou nesta localidade. Em 1 de Janeiro de 1939, a Companhia Nacional extinguiu 3 comboios especiais que se faziam no segundo e quarto Domingo de cada mês para coincidir com a feira em Tondela, uma vez que este evento passou a ser realizado nas Segundas Feiras, podendo os utentes dessa forma utilizar os comboios regulares. Nesse ano, esta interface foi alvo de várias obras de reparação.

#### Transição para a CP e encerramento
Em 1 de Janeiro de 1947, a Companhia Nacional foi integrada na Companhia dos Caminhos de Ferro Portugueses. A Linha do Dão foi encerrada em 1990 e transformada na Ecopista do Dão em 2007-2011.[carece de fontes?]